# Sonia Brownell
Sonia Mary Brownell (født 25. august 1918, død 11. december 1980) var den engelske forfatter George Orwells anden og sidste kone. Hun var også kendt som Sonia Blair eller Sonia Orwell.
Brownell blev født i Calcutta i Britisk Indien som datter af en engelsk koloniembedsmand. Da hun var seks år gammel, blev hun sendt til en klosterskole – et sted hun afskyede.
Orwell mødte hende første gang, da hun arbejdede som assistent for Cyril Connolly, der var en af Orwells venner fra skoletiden, på det litterære tidsskrift Horizon. Efter sin første kone Eileens død var Orwell meget ensom, og 13. oktober 1949 giftede han sig med Brownell, kun to måneder før han døde af tuberkulose.
Senere i livet kaldte hun sig ofte Sonia Orwell. Det var imidlertid aldrig hendes lovformelige navn, da "Orwell" var et pseudonym, som hendes mand, der rigtigt hed Eric Arthur Blair, havde taget.
Visse kommentatorer mener, at hun hjalp Orwell gennem de sidste smertefulde måneder af hans liv og bibragte ham en hidtil uvant glæde. Andre har opfattet hende som en opportunist, der kun var interesseret i at blive hans litterære enke. Der har dog aldrig været nogen kritik fra Orwells adopterede søn, som helt sikkert ville have været imod hende, hvis hun havde været opportunist. Hun passede godt på Orwells bo efter hans død og redigerede sammen med Ian Angus fire bind med Orwells essays, journalistik og breve.
Måske er det mest korrekt at se tingene, som Frank Kermode gør, nemlig at Orwell ved at gifte sig med Brownell fik fat i det mest lovende unge talent, han kunne finde. Brownell havde, da hun sagde ja til at gifte sig med Orwell, glamour og karisma som en ung Susan Sontag. Hvad motivet end måtte have været, så var det et godt træk med hensyn til Orwells værk. Samlingen af essays, som hun lavede, er flot sat op og læsevenlig – og som van Goghs breve – i sig selv stor litteratur.
Hun giftede sig senere med den homoseksuelle Michael Pitt Rivers og havde forhold til adskillige engelske malere, bl.a. Lucian Freud, William Coldstream og Victor Pasmore. Hun blev venner med maleren Francis Bacon og overvejede endda (uden Bacons vidende) at hyre en udsmider fra Soho, "Blond Billy", til at slå Bacons besværlige elsker, George Dyer, ihjel – indtil Freud fik færten af komplottet.
Brownell var også den franske filosof Maurice Merleau-Pontys elskerinde, og hun beskrev ham som sin sande kærlighed – hun håbede, at han ville forlade sin kone til fordel for hende. Hendes nære venner omfattede bl.a. forfatterne Jean Rhys og Marguerite Duras.
Hun døde i fattigdom af en hjernesvulst i 1980.